# 王丙召
王丙召(1913年—1987年)，别名王炳照，山东益都人。擅长雕塑。1941年毕业于北平国立艺专。历任中央美术学院、吉林艺术学院副教授。作品有《金田起义》、《红军战士》、《马克思胸像》等。
他还雕刻了人民英雄纪念碑上“太平天国”的的浮雕（画稿为李宗津作）。他后期很多作品和原稿都被长春美院保管或流散他地，现存作品已经很少见。